# Kim Yong-se
Kim Yong-se (* 21. April 1960 in Paju) ist ein ehemaliger südkoreanischer Fußballspieler.

## Karriere

### Klub
Nach der Joongdong High School wechselte er zur Saison 1979 in den Kader des Korea Electric Power FC. Während seiner Militärzeit war er von 1980 bis 1982 beim Army FC aktiv. Danach waren sein erster Klub im neuen Franchise-System die Yukong Elephants, wo er bis zum Ende der Spielzeit 1988 spielte. Anschließend war er noch einmal Teil des Kaders von Ilhwa Chunma und hier beendete er auch nach der Runde 1991 seine Karriere.

### Nationalmannschaft
Sein erstes bekanntes Spiel für die südkoreanische Nationalmannschaft war im Jahr 1984, danach wurde er auch für den Kader bei der Weltmeisterschaft 1986 nominiert. Sein einziger Einsatz bei diesem Turnier war die 1:3-Niederlage gegen Argentinien in der Gruppenphase. Danach folgten noch ein paar Freundschaftsspiele sowie einige Spiele der Qualifikation für die Weltmeisterschaft 1990. Nach seinem letzten Spiel im Juni 1989 erhielt er dann aber auch keine Einsätze mehr.
Er war auch Teil der Mannschaft bei den Olympischen Spielen 1988 in Seoul.